# Shangrao
Shangrao (chiń. 上饶; pinyin Shàngráo) – miasto o statusie prefektury miejskiej we wschodnich Chinach, w prowincji Jiangxi. W 2010 roku liczba mieszkańców miasta wynosiła 412 553. Prefektura miejska w 1999 roku liczyła 6 256 835 mieszkańców.